# Eudihammus granulatus
Eudihammus granulatus is een keversoort uit de familie boktorren (Cerambycidae). De wetenschappelijke naam van de soort is voor het eerst geldig gepubliceerd in 1906 door Gahan.